# Шамши-Адад V
Шамши-Адад V (умро 811. п. н. е.) био је асирски краљ из периода Новоасирског царства. Владао је од 824. године п. н. е. до своје смрти. 

## Владавина
Након смрти моћног владара Шалманесера III, Асирско царство погодиле су бројне побуне становништва. Побунама су били погођени и највећи градови као што су Ашур, Нинива, Арбела. Сем њих, побунила су се још двадесет и четири мала града. Долазак на власт Шамши-Адада била је оспорена. Због тога је он четири године водио борбу за учвршћивање власти. На крају је био успешан само уз помоћ Вавилона. Вавилонски краљ Мардук-закир-шуми желео се искупити за помоћ коју је Шалманесер пружио њему. Због тога је помогао законитом наследнику да преузме власт. Неколико година касније, Шамши-Адад је интервенисао приликом борби за власт у самој Вавилонији. Разлози побуне у Вавилону нису расветљени, али је она вероватно била изазвана поремећајима у наслеђивању краљевске власти. Шамши-Ададова интервенција била је сурова - вавилонски краљ (или претендент) је уклоњен, а земља је опустошена. Резултат Шамши-Ададове интервенције је чињеница да Вавилон следећих дванаест година није имао признатог владара. Умро је 811. године п. н. е. Наследио га је син Адад-нирари III који је у то време био малолетан те је функцију владара обављала његова мајка - Шаму-рамат. 

## Асирски краљеви
| Новоасирски период                                |                      |                       |
| Име краља                                         | Владавина            | Напомена              |
| Адад-нирари II                                    | 912–891              | "син Ашур-Дана"       |
| Тукулти-Нинурта II                                | 891–884              | "син Адад-Нирарија"   |
| Ашурнасирпал II                                   | 884–859              | "син Тукулти-Нинурте" |
| Шалманасар III                                    | 859–824              | "син Ашур-насир-пала" |
| Шамши-Адад V                                      | 824–811              | "син Шалманесера"     |
| Шаму-рамат, регент, 811–808                       |                      |                       |
| Адад-нирари III                                   | 811–783              | "син Шамши-Адада"     |
| Шалманесер IV                                     | 783–773              | "син Адад-Нирарија"   |
| Ашур-Дан III                                      | 773–755              | син Шалманесера;      |
| Ашур-нирари V                                     | 755–745              | "син Адад-нирарија"   |
| Тиглат-Пилесар III                                | 745–727              | "син Ашур-нирарија"   |
| Шалманасар V                                      | 727–722              | "син Тиглат-Пилесера" |
| Крај Асирске листе краљева                        |                      |                       |
| Саргон II                                         | 722–705              |                       |
| Сенахериб                                         | 705–681              |                       |
| Асархадон                                         | 681–669              |                       |
| датуми владавина последњих владара нису поуздани. |                      |                       |
| Асурбанипал                                       | 669–између 631 и 627 |                       |
| Ашур-етил-илани                                   | 631–627              |                       |
| Син-шуму-лишир                                    | 626                  |                       |
| Син-шар-ишкум                                     | 627–612              |                       |
| пад Ниниве                                        |                      |                       |
| Ашур-убалит II                                    | 612 - 608            |                       |